# Бокел (Округ Куксхавен)
Бокел (њем. Bokel) општина је у њемачкој савезној држави Доња Саксонија. Једно је од 57 општинских средишта округа Куксхафен. Према процјени из 2010. у општини је живјело 2.568 становника. Посједује регионалну шифру (AGS) 3352006.

## Географски и демографски подаци
Бокел се налази у савезној држави Доња Саксонија у округу Куксхафен. Општина се налази на надморској висини од 10 метара. Површина општине износи 21,0 km². У самом мјесту је, према процјени из 2010. године, живјело 2.568 становника. Просјечна густина становништва износи 123 становника/km².